# 산베산

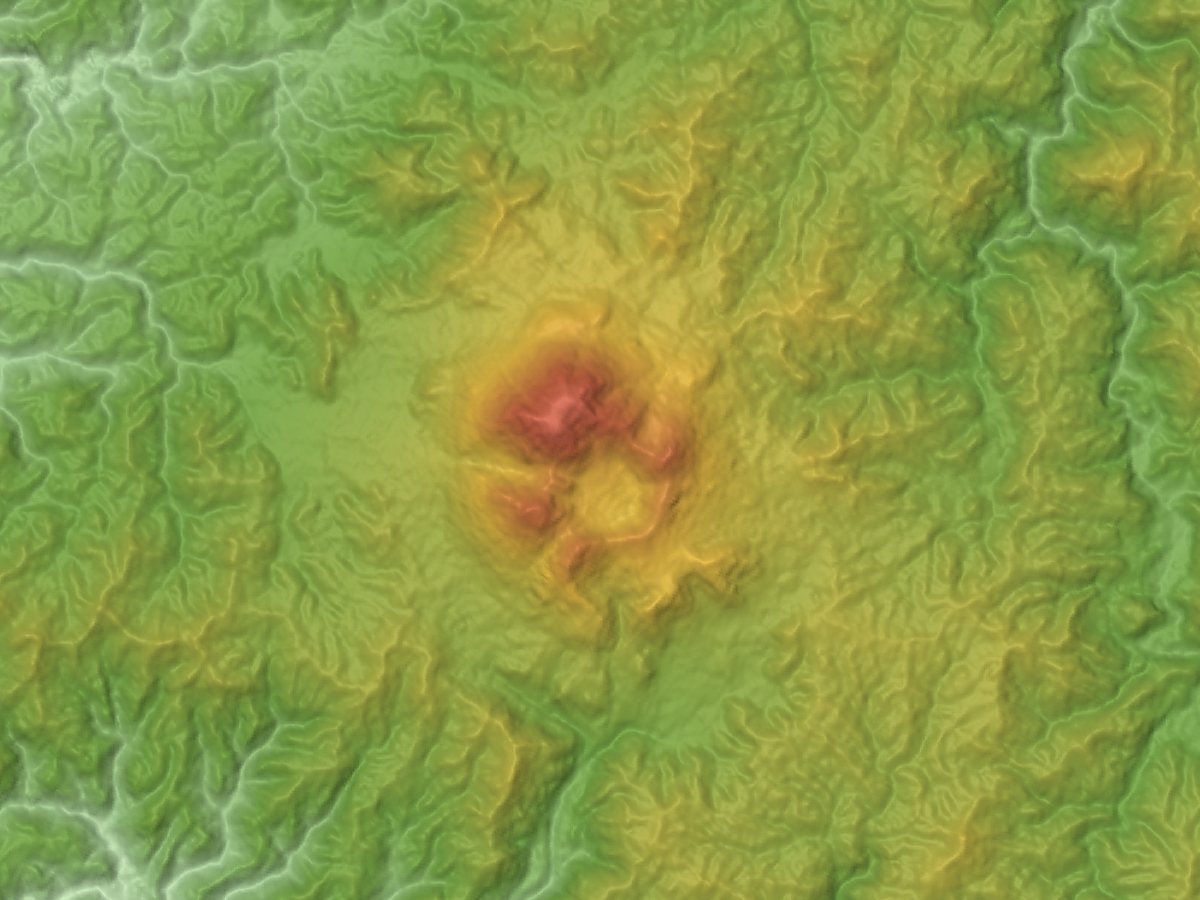
산베화산의 지형도이다. 가운데에 붉게 표시되어 있게 하는 부분이 화산 활동 내력이 있는 곳이다.

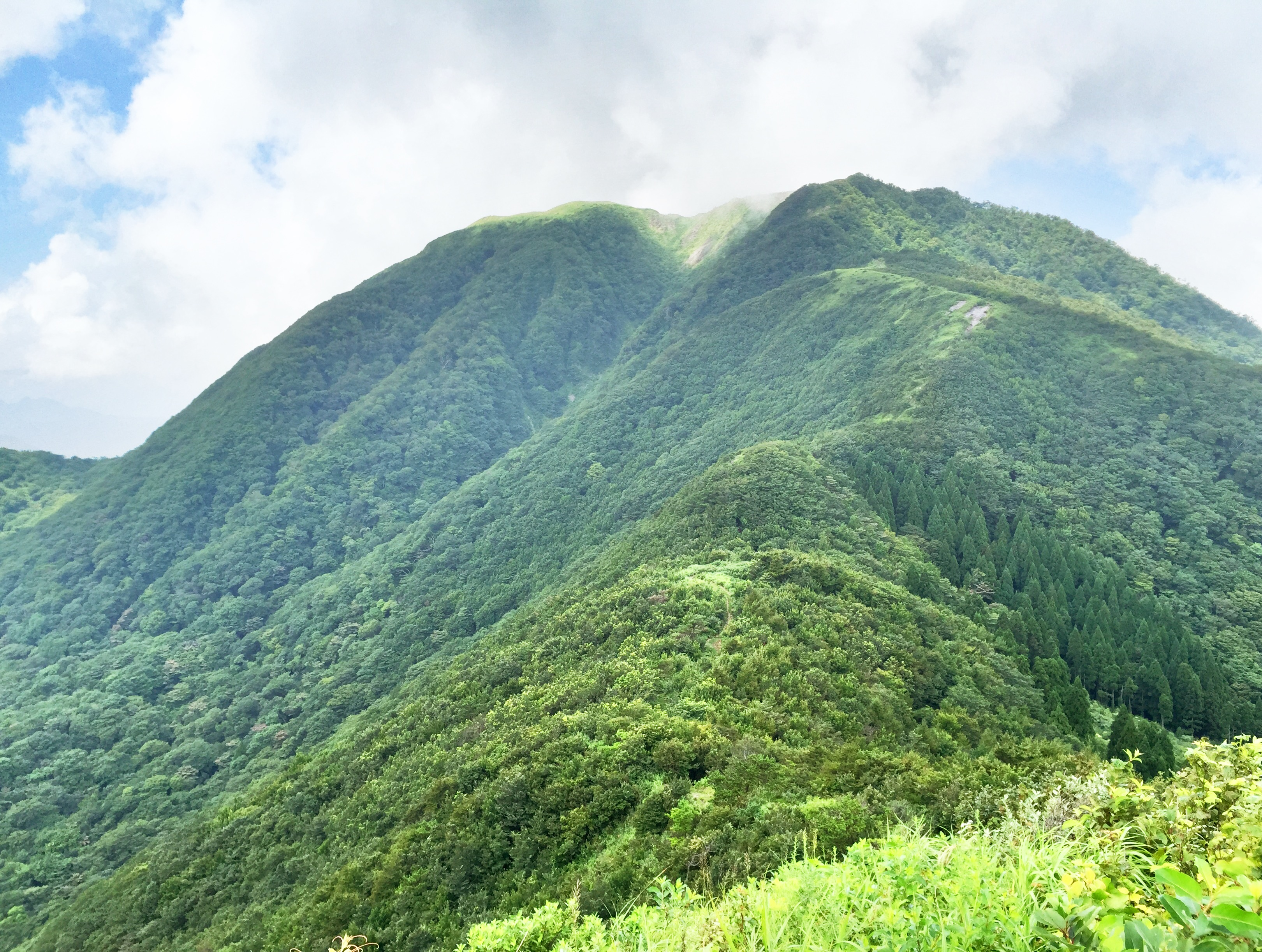
주 산으로 이루어진 오산베산이다.

산베산(일본어: 三瓶山)은 일본 시마네현의 중심부에 속하고 있는 산이자, 오다시와 이시군 이난정을 사이에 두고 있는 화산이다. 그러나 이 산은 양쪽 지역을 사이에 두고 험준하게 생성되어 있는 형태를 띠기도 하는 산이자, 지진대에 예속된 화산이기도 하며, 이 일대가 다이센오키 국립공원의 일원으로 지정되어 있다. 또한 2003년(헤이세이 15년)에는 활화산의 정의 재검토에 따라 공식적으로 활화산으로 지정되어 있다. 또한 이 화산은 칼데라 형태를 가진 특이한 구조를 이루고 있는 산이다. 그리고 높이는 1,126 m이며, 산의 분류 기호상 성층 화산으로 적용된다. 그러니까 산베산은 오키 제도를 제외한 시마네현 본토에서 가장 유명한 산이기도 하다.